# 旗津線
高雄捷運旗津線是一條規劃中的高雄捷運長期路網之一，全線皆位於高雄市，採用輕軌運輸系統，建成後將成為旗津地區的主要對外交通。

## 歷史

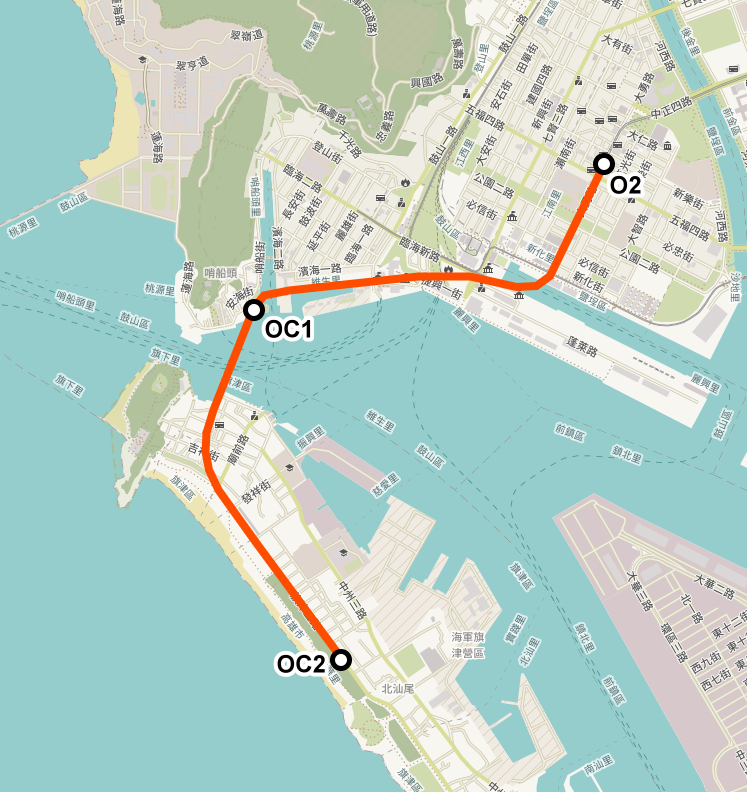
旗津延伸線時期的路線圖

1991年1月25日，橘線（哈瑪星－黃埔公園站）獲行政院核定為高雄捷運第一期第一階段辦理之項目。同年10月，捷運局籌備處委託美國帝力凱撒國際公司、中華、中興、中鼎、亞新等顧問公司組成的國際捷運顧問團進行紅橘兩線的修正可行性規劃評估，並包含延伸路網的可行性研究規劃。其中，橘線西段規劃有「旗津延伸線」，但未詳細規劃路廊。捷運局於1998年12月委託顧問公司進行《高雄都會區大眾捷運系統長期路網運輸規劃》專案，並在2001年4月完成路網建議報告報行交通部，隔年8月核轉行政院。該專案中，包含對旗津延伸線路廊選擇及效益評估。最後評估出的路廊是從鹽埕埔站延伸，於哨船頭設站再跨海至旗津，最後設於旗津三路900巷與復興一巷間的旗津三路，即旗津國宅旁、今QJ7站點。但該專案評估用高運量延伸，成本太高效益不足，且大幅影響旗津的社經，因此列為不建議興建。
旗津延伸線評為不可行後，2003年高雄市政府都市發展局開始推動高雄跨港纜車，曾提出兩條路廊，並不斷修改路線跟興建方式，然而最後仍因港務公司反對而於2015年停止規劃。
2010年高雄縣市合併，高雄市捷運局納入舊縣區而重新規劃捷運路線，於2011年12月委託顧問公司進行《高雄都會區大眾捷運系統整體路網規劃作業》專案。該專案中，提出了旗津線，與先前橘線高運量延伸不同，採用輕軌運輸系統，並改西子灣站為始站，經過整個旗津島北半側，再與規劃中的第二過港隧道共構，接上環狀輕軌的凱旋中華站。
2018年12月13日，捷運局表示完成《高雄都會區大眾捷運系統旗津線建設及周邊土地開發計畫可行性研究委》評選作業，「台灣世曦工程顧問股份有限公司」獲得評選委員會評選為優勝廠商，將開始辦理可行性研究作業，預算金額新台幣890萬元。2019年12月16日，捷運局於旗津區公所大禮堂舉辦「高雄捷運旗津線可行性研究說明會」。2023年4月8日，高雄市政府委託台灣世曦針對輕軌旗津線與高雄港第二過港隧道「共構」進行可行性評估，評估結果可行性低。高市捷運局指出，將使得輕軌路線須配合過港隧道改道而加長，整體財務勢必增加，技術面也有些難度，會再尋求其他更可行方案。

## 相關連結
- 高雄港過港隧道

## 外部連結
- 高雄市政府捷運工程局: 長期路網規劃-西環圈-旗津線 （页面存档备份，存于）